# Borolia calipta
Borolia calipta là một loài bướm đêm trong họ Noctuidae.